# Tambo (struttura inca)
Il tambo (quechua: tampu, "albergo") era una struttura Inca costruita per usi amministrativi e militari. Situata lungo le strade inca, i tambo servivano per i rifornimenti e per fornire riparo al personale statale in viaggio. Erano anche depositi di registri basati sui quipu.

## Descrizione
Esistevano diversi tipi di tambo. Alcuni servivano per alloggiare gli Inca che stavano viaggiando ed il loro entourage (solitamente mogli ed ufficiali di stato), altri come tappa dei chaski, ovvero dei messaggeri che correvano lungo le strade per consegnare messaggi.
I tambo erano anche insediamenti pianificati. Prove architettoniche e documentarie fanno pensare che la dimensione degli insediamenti corrispondeva probabilmente alla loro capacità di ospitare una  data popolazione.
Non tutte le strutture che oggi chiamiamo "tambo" erano necessariamente stazioni di questo genere, o tampu inca. Apparentemente, i tampu erano distanti solo un giorno l'uno dall'altro, con strutture principali poste ogni 5 o 6 giorni di cammino.
Rovine dei tambo sono sparse per tutto l'attuale Perù, la Bolivia, il Cile e la Colombia. Pedro Cieza de León fa continui riferimenti ai tambo nel suo Crónicas de Peru. Nel seguente passaggio, Cieza de León descrive gli utilizzi generali dei tambo che apprese dai nativi: 
(Pedro de Cieza de León, The Incas of Pedro de Cieza de León, translated by Harriet de Onis.  Norman, OK: University of Oklahoma Press, 1959, p. 105 (cap LXXXII))